# Visp
Visp (en francés Viège) es una comuna y ciudad histórica suiza del cantón del Valais, capital del distrito de Visp. Limita al norte con las comunas de Baltschieder y Lalden, al este con Brig-Glis, al sur con Visperterminen y Zeneggen, y al oeste con Bürchen y Raroña.

## Transporte
Ferrocarril
Cuenta con una estación ferroviaria en la que efectúan parada numerosos trenes que cubren trayectos regionales, de larga distancia e incluso internacionales.